# Liste des fontaines de Liège
Cet article recense les fontaines de Liège, en Belgique.

## Statistiques
5 fontaines sont protégées au titre de Patrimoine immobilier de la Région wallonne : 
- Fontaine du Perron
- Fontaine Saint-Jean-Baptiste
- Fontaine Saint-Paul
- Fontaine de la Tradition
- Fontaine de la Vierge à l'Enfant

## Liste
| Fontaine                                         | Localisation                | Quartier                   | Coordonnées                       | Auteur(s)                                 | Date | Protection                                     | Illus. |
| ------------------------------------------------ | --------------------------- | -------------------------- | --------------------------------- | ----------------------------------------- | ---- | ---------------------------------------------- | ------ |
| Fontaine dite « Ancien Perron du Pont de l'Ile » | Grand Curtius               | Féronstrée et Hors-Château | 50° 38′ 50,62″ N, 5° 35′ 02,54″ E |                                           | 1718 |                                                |        |
| Fontaine des Carmes                              | Place des Carmes            | Quartier latin             | 50° 38′ 20,06″ N, 5° 34′ 24,11″ E |                                           |      |                                                |        |
| Fontaine de la Cour des Mineurs                  | Cour des Mineurs            | Féronstrée et Hors-Château | 50° 38′ 49,05″ N, 5° 34′ 34,42″ E |                                           |      |                                                |        |
| Fontaine Delcour                                 | Place Delcour               | Outremeuse                 | 50° 38′ 18,62″ N, 5° 34′ 53,97″ E |                                           |      |                                                |        |
| Fontaine                                         | Boulevard d'Avroy           | Avroy                      | 50° 37′ 39,65″ N, 5° 34′ 20,66″ E |                                           |      |                                                |        |
| Fontaines du Grand Curtius                       | Grand Curtius               | Féronstrée et Hors-Château | 50° 38′ 50,31″ N, 5° 35′ 02,26″ E |                                           |      |                                                |        |
| Fontaine de l'hôtel Somzé                        | Féronstrée                  | Féronstrée et Hors-Château | 50° 38′ 47,89″ N, 5° 34′ 52,08″ E |                                           |      |                                                |        |
| Fontaine Lambrecht                               | Place Saint-Barthélemy      | Féronstrée et Hors-Château | 50° 38′ 50,82″ N, 5° 34′ 57,49″ E |                                           |      |                                                |        |
| Fontaine Montefiore                              | Quai de Gaulle              | Outremeuse                 | 50° 38′ 32,59″ N, 5° 34′ 44,69″ E | Léopold Harzé (porteuse d'eau uniquement) | 1888 |                                                |        |
| Fontaine Montefiore                              | En Neuvice                  | Centre                     | 50° 38′ 40,13″ N, 5° 34′ 39,18″ E | Léopold Harzé (porteuse d'eau uniquement) | 1888 |                                                |        |
| Fontaine Montefiore                              | Parc de Péralta             | Angleur                    | 50° 36′ 41,46″ N, 5° 35′ 10,47″ E | Léopold Harzé (porteuse d'eau uniquement) | 1888 |                                                |        |
| Fontaine Montefiore                              | Rue Roture                  | Outremeuse                 | 50° 38′ 22,79″ N, 5° 34′ 57,17″ E | Léopold Harzé (porteuse d'eau uniquement) | 1888 |                                                |        |
| Fontaine Montefiore                              | Rue Sur-les-Foulons         | Centre                     | 50° 38′ 46,74″ N, 5° 34′ 51,53″ E | Léopold Harzé (porteuse d'eau uniquement) | 1888 |                                                |        |
| Perron                                           | Place du Marché             | Centre                     | 50° 38′ 44,38″ N, 5° 34′ 32,31″ E | Jean Del Cour                             | 1864 | Patrimoine classé (1936, no 62063-CLT-0026-01) |        |
| Fontaine Roland                                  | Degrés des Tisserands       | Saint-Laurent              | 50° 38′ 40,51″ N, 5° 33′ 46,8″ E  |                                           | 1813 |                                                |        |
| Fontaine Saint-Denis                             | Place Saint-Denis           | Centre                     | 50° 38′ 35,3″ N, 5° 34′ 27,96″ E  |                                           | 1835 | Petit Patrimoine Populaire Wallon              |        |
| Fontaine Saint-Étienne                           | Place Saint-Étienne         | Centre                     | 50° 38′ 36,78″ N, 5° 34′ 26,56″ E | Émile Desmedt                             | 2007 |                                                |        |
| Fontaine Saint-Jean-Baptiste                     | Rue Hors-Château            | Féronstrée et Hors-Château | 50° 38′ 49,05″ N, 5° 34′ 41,22″ E | Jean Del Cour                             | 1663 | Patrimoine classé (1936, no 62063-CLT-0031-01) |        |
| Fontaine Saint-Lambert                           | Place Saint-Lambert         | Centre                     | 50° 38′ 41,39″ N, 5° 34′ 23,99″ E | Halinka Jakubowska                        | 1997 |                                                |        |
| Fontaines Saint-Laurent                          | Rue Saint-Laurent           | Saint-Laurent              | 50° 38′ 26,86″ N, 5° 33′ 28,38″ E |                                           |      |                                                |        |
| Fontaine Saint-Paul                              | Place Saint-Paul            | Quartier latin             | 50° 38′ 22,59″ N, 5° 34′ 13,9″ E  |                                           |      | Patrimoine classé (1978, no 62063-CLT-0294-01) |        |
| Fontaine Sainte-Marie                            | Jardin Jean-Bernard Lejeune | Avroy                      | 50° 37′ 57,15″ N, 5° 33′ 55,35″ E |                                           |      |                                                |        |
| Tikal                                            | Cour Saint-Antoine          | Féronstrée et Hors-Château | 50° 38′ 51,26″ N, 5° 34′ 51,94″ E | Anne et Patrick Poirier                   | 1982 |                                                |        |
| Fontaine de la Tradition                         | Place du Marché             | Centre                     | 50° 38′ 44,93″ N, 5° 34′ 34,94″ E |                                           | 1719 | Patrimoine classé (1936, no 62063-CLT-0024-01) |        |
| Fontaine de la Vierge à l'Enfant                 | Vinâve d'Île                | Quartier latin             | 50° 38′ 28,55″ N, 5° 34′ 16,77″ E | Jean Del Cour                             |      | Patrimoine classé (1936, no 62063-CLT-0054-01) |        |
| Fontaine                                         | Quai de Maestricht, 14      | Féronstrée et Hors-Château | 50° 38′ 48,82″ N, 5° 35′ 04,1″ E  | Robert Massart                            | 1948 |                                                |        |